# Dagomba (folk)
Dagomba (også: Dagbamba, Dagbane) er en folkegruppe, der lever i regionen Northern i Ghana. Religiøst hører de hovedsageligt til islam. Sproget Dagomba eller Dagbani tales af omkring 800.000 mennesker.
Dagombaer er nært forbundet med Mossifolket i Burkina Faso og de ghanesiske Mamprusi. Dagombaernes største by er regionshovedstaden i Northern, Tamale.

## Kongeriget Dagomba
Kongeriget Dagomba var en selvstændig stat i det nordlige Ghana, der eksisterede i næsten 500 år fra 1409 til ca. 1899. 

## Politik
To blodige episoder har i nyere tid involveret Dagombaerne: 
- I 1994 udviklede spændinger mellem Dagombaer og det nomadischen Konkomba-folk sig i blodige etniske konflikter, hvor flere tusinde mennesker mistede livet.
- I 2002 førte en tronfølgestrid om leder/konge-embedet Ya Na mellem fjendtlige klaner i residensbyen Yendi til 34 menneskers død.

## Eksterne kilder og henvisninger
- zu ethnischen Konflikten und Verhältnis Dagomba - Konkomba Arkiveret 4. juli 2010 hos  Wayback Machine
- Ethnologue.com